# Thomas Aigelsreiter
Thomas „Auge“ Aigelsreiter (* 24. März 1972 in Wien) ist ein österreichischer Illustrator, Comiczeichner, Trickfilmer und Filmschaffender.

## Leben und Wirken
Thomas Aigelsreiter absolvierte die Meisterklasse für Graphik-Design der Graphischen und ist seither als Illustrator, Trickfilmer und Filmemacher tätig. Sein Portfolio reicht von Editorial-Illustrationen und Comics über Trickfilme bis Werbespots und TV-Sendungen. Er zählt zu den bekanntesten österreichischen Comic-Zeichnern der Gegenwart.
In „Lürzer’s Archive“ wird er als einer der „200 Best Illustrators Worldwide“ bezeichnet. Mit seinem Trickfilm „Bomb!“ und dem Kurzfilm „Key West“ wurde er unter anderem zu den Filmfestspielen von Venedig eingeladen Ausgezeichnet wurden seine Illustrationen und Animationen mit dem österreichischen „Staatspreis Multimedia“ sowie der Bronzenen Venus des Creativ Club Austria.
Aigelsreiter war Mitgründer und Creative Director der Filmproduktion Bureau Pawlow, die sich auf Videoproduktionen und im anfänglichen Facebook-Hype auf Gewinnspiele und Firmen-Auftritte auf ebenjener Plattform spezialisiert hatte. Mit Bureau Pawlow gestaltete er neben Imagespots für Kunden wie BILLA, Sony Playstation und Henkel CEE unter anderem auch das Musik-Video „Männer des Westens“ von Falco.
Thomas Aigelsreiter wurde 2014 zum Gewinner der Eurocature und somit als Karikaturist des Jahres mit seinem Bild „Adele mit Bart“ prämiert. 2015 gründete er seine eigene Multimedia-Agentur „Kirschgrau“ mit Hauptaugenmerk auf Videoproduktionen zur internen Kommunikation von großen Firmen und der Fusion aus Real- und Trickfilm. 15 Jahre produzierte er für das A la Carte-Magazin und Römerquelle die Nominiertenfilme der Gala „Trophée Gourmet“ in der Wiener Hofburg.
Er ist Mitgründer und kreativer Leiter der seit 2016 erscheinenden Comic-Serie Austrian Superheroes. Er sorgt dabei für die Corporate Identity, ein einheitliches Lettering und zeichnet hin und wieder auch selbst Kurzgeschichten und Covers.

## Werke (Auswahl)
- Distilled and Highly Concentrated  – The Art of Thomas Aigelsreiter
- Austrian Superheroes. Indiekator, 2016-
- ASH: Rückkehr der Helden. Cross Cult, Ludwigsburg 2016, ISBN 978-3-95981-133-0
- Echo des Wahnsinns. (mehrere Beiträge), Sphinx Spieleverlag, 2017
- Doom Metal Kit #1. Indiekator, 2018